# Campeonato Mundial de Piragüismo en Maratón de 2022
El XXIX Campeonato Mundial de Piragüismo en Maratón se celebró en Ponte de Lima (Portugal) en el año 2022 bajo la organización de la Federación Internacional de Piragüismo.

## Medallistas

### Short

#### Masculino
| Evento | Oro                                    | Plata                            | Bronce                                |
| ------ | -------------------------------------- | -------------------------------- | ------------------------------------- |
| C1     | Diego Romero Fraga · España · 14:55,07 | Jaime Duro · España · 14:57,15   | Mateusz Kamiński · Polonia · 15:15,63 |
| K1     | Fernando Pimenta Portugal 12:49,12     | Mads Pedersen Dinamarca 12:49,77 | Iván Alonso Lage · España · 13:08,60  |

#### Femenino
| Evento | Oro                                  | Plata                                   | Bronce                                   |
| ------ | ------------------------------------ | --------------------------------------- | ---------------------------------------- |
| C1     | Bethany Gill Reino Unido 17:27,18    | Zsófia Kisban · Hungría · 17:31,78      | Beatriz Fernandes Portugal 17:34,40      |
| K1     | Melina Andersson · Suecia · 14:22,83 | Estefania Fernández · España · 14:24,79 | Samantha Rees-Clark Reino Unido 14:29,30 |

### Maratón clásico

#### Masculino
| Evento | Oro                                                    | Plata                                                              | Bronce                                                   |
| ------ | ------------------------------------------------------ | ------------------------------------------------------------------ | -------------------------------------------------------- |
| C1     | Manuel Garrido Barbosa · España · 02:04:52,36          | Marton Kover · Hungría · 02:05:03,19                               | Tono Campos · España · 02:10:03,02                       |
| C2     | Tono Campos · Diego Romero Fraga · España · 2:01:10,75 | Fernando Busto · Diego Miguéns · España · 2:01:15,34               | Mateusz Borgiel · Mateusz Zuchora · Polonia · 2:01:42.03 |
| K1     | Andrew Birkett Sudáfrica 02:08:25,94                   | Jose Ramalho Portugal 02:08:27,04                                  | Mads Pedersen Dinamarca 02:08:27,36                      |
| K2     | Jose Ramalho Fernando Pimenta Portugal 1:58:04,39      | Miguel Llorens López · Alberto Plaza Sagredo · España · 1:58:10,40 | Eivind Vold · Amund Vold · Noruega · 1:58:15,43          |

#### Femenino
| Evento | Oro                                                                 | Plata                                                | Bronce                                                      |
| ------ | ------------------------------------------------------------------- | ---------------------------------------------------- | ----------------------------------------------------------- |
| C1     | Liudmyla Babak · Ucrania · 01:25:49,80                              | Zsófia Kisbán · Hungría · 01:27:40,44                | Bethany Gill Reino Unido 01:28:28,80                        |
| K1     | Vanda Kiszli · Hungría · 02:05:55,35                                | Melina Andersson · Suecia · 2:05:56,99               | Samantha Rees-Clark Reino Unido 2:06:18,97                  |
| K2     | Tania Fernández García · Tania Álvarez Yates · España · 01:58:09,56 | Renáta Csay · Zsófia Czéllai · Hungría · 01:58:19,10 | Melina Andersson · Johanna Johansson · Suecia · 01:58:32,87 |

## Medallero por países
| Núm. | País        | Oro | Plata | Bronce | Total |
| ---- | ----------- | --- | ----- | ------ | ----- |
| 1    | España      | 4   | 4     | 2      | 10    |
| 2    | Portugal    | 2   | 1     | 1      | 4     |
| 3    | Hungría     | 1   | 4     | 0      | 5     |
| 4    | Suecia      | 1   | 1     | 1      | 3     |
| 5    | Reino Unido | 1   | 0     | 3      | 4     |
| 6    | Sudáfrica   | 1   | 0     | 0      | 1     |
|      | Ucrania     | 1   | 0     | 0      | 1     |
| 8    | Dinamarca   | 0   | 1     | 1      | 2     |
| 9    | Polonia     | 0   | 0     | 2      | 2     |
| 10   | Noruega     | 0   | 0     | 1      | 1     |
|      | TOTAL       | 11  | 11    | 11     | 33    |